# گوتنبرون
گوتنبرون (به آلمانی: Gutenbrunn) یک منطقهٔ مسکونی در اتریش است که در ناحیه تسوتل واقع شده‌است. گوتنبرون ۲۷٫۴ کیلومتر مربع مساحت دارد ۸۵۸ متر بالاتر از سطح دریا واقع شده‌است.